# Nichiren Shu
Nichiren Shū (en japonés: 日蓮宗) es un linaje budista que se fundó hace casi 800 años. "Nichiren" (日蓮) es el nombre del fundador. "Shū" (宗) significa "escuela".
La misión de Nichiren Shu es propagar la verdad esencial del Budismo de acuerdo con las enseñanzas de Nichiren, basadas en el Sutra del Loto.
Nichiren Shu posee 5400 templos en todo Japón. También posee 128 Gohonzon originales, escritos de puño y letra por Nichiren Shonin. De hecho, el Gohonzon que entrega Nichiren Shu a sus miembros, es una transcripción exacta del último Omandala en dónde el mismo Nichiren Shonin invocó el Odaimoku (南無妙法蓮華経：Namu Myōhō Rengue Kyō) por última vez antes de fallecer.
En cada barrio de Japón, existe al menos un templo de Nichiren Shu que mantiene viva la fe en el Odaimoku y el Gohonzon desde hace casi 800 años, pero estos templos se han transmitido de padres a hijos durante generaciones, y actualmente es muy difícil que alguno de estos monjes abandone su ciudad natal para propagar en lejanas tierras. Aunque así mismo, hoy se cuenta con Monjes Misioneros, que han propagado por casi toda Europa, Norteamérica y Asia Central, y han dado ya sus primeros pasos en Sudamérica, fundando dos grandes Templos en el Brasil, y manteniendo en pie distintas Sanghas (comunidades de practicantes) en Argentina, Uruguay y Paraguay.

## Vista panorámica de Nichiren Shu
Nichiren Shu reconoce a Nichiren como un gran Bodhisattva y no como un Buda, como hacen Nichiren Shoshu y Soka Gakkai (SGI). Consecuentemente, no ve a otras órdenes budistas como falsas por naturaleza. En lugar de ello, Nichiren es visto como el devoto del Sutra del Loto que satisface la profecía de la aparición del Bodhisattva Jogyo (Prácticas Superiores), que lidera a todos los bodhisattvas en la propagación del Sutra del Loto. El Buda Shakyamuni es reconocido como el Buda Eterno tal como se lo menciona en el capítulo 16 del Sutra del Loto.
Nichiren Shu pone a Nichiren en una alta posición como el mensajero del Eterno Buda Shakyamuni o Buda Original, pero no le reconoce mayor importancia que a Shakyamuni. El Buda Original ocupa el rol central en Nichiren Shu; Nichiren, a quien se refieren como Nichiren Shonin (Shonin: sabio, santo), es el sabio que reenfoca la atención en Shakyamuni mediante una llamada de atención a otras escuelas budistas (del Japón del siglo XIII) que solamente se concentraban en otros budas o en prácticas esotéricas o que menoscababan el Sutra del Loto.
Esto se puede observar en el énfasis dentro del entrenamiento en Nichiren Shu. El Sutra del Loto es lo supremo en estudio y en práctica, y los escritos de Nichiren -llamados Gosho o Goibun- son vistos como comentarios o guías para las doctrinas del budismo. Estos incluyen los Cinco Principales Escritos de Nichiren en los cuales él establece doctrina, fe y práctica, y muchas cartas pastorales que escribió a sus seguidores.
Nichiren escribía frecuentemente, y sus lectores pueden verificar o corregir su comprensión de las doctrinas del Budismo de Nichiren a través de sus trabajos sobrevivientes. A diferencia de Nichiren Shoshu o Soka Gakkai (SGI), Nichiren Shu es mucho más selectiva en relación con cuáles Goshos son aceptados como auténticos. Muchos Goshos que son aceptados por esas dos escuelas no son aceptados como genuinos por la Nichiren Shu debido a que su autenticidad no ha sido verificada por los académicos. Esto no significa que esos Goshos o pretendidas transmisiones orales (como el Ongi Kuden) sean rechazados, sino que son vistos como secundarios respecto de los materiales autenticados y se admite que mientras pueden tener valor pastoral, no pueden ser definitivamente aceptados como enseñanzas del propio Nichiren.
Otra diferencia de Nichiren Shu es cómo posicionan en su doctrina y práctica al Odaimoku (el mantra Namu Myoho Renge Kyo) y al Mandala o Gohonzon　(御本尊). Nichiren Shu ve en ellos la cumbre del Dharma (ley, enseñanza), pero no ignora otras prácticas budistas, como por ejemplo una forma de meditación silenciosa (Shodaigyo), la escritura artística del Odaimoku (Shakyo), y el estudio de conceptos fundamentales del budismo como el de Las Cuatro Nobles Verdades y la Toma de Refugio, que son utilizados como prácticas de apoyo.
Los Mandalas utilizados por los miembros de Nichiren Shu son frecuentemente inscritos o basados en los propios trabajos de Nichiren, pero no por un sumo prelado como es el caso en Nichiren Shoshu. Nichiren Shu no acepta el Dai-Gohonzon de Nichiren Shoshu, porque cree que no hay evidencia de que Nichiren hubiera creado un Mandala de madera o que se lo hubiera pedido a otro para que lo hiciera en su nombre. No hay evidencia cierta de que Nichiren alguna vez creara algún mandala que tuviera más importancia que los otros o que fuera de alguna manera necesario para la práctica.
En la sociedad japonesa, Nichiren Shu es de alguna manera la corriente principal debido a que continúa teniendo relaciones con las tradiciones de otros budismos. 
Es una confederación de los linajes de todos los discípulos de Nichiren que dejaron linajes y sus templos incluyen Kuon-ji Archivado el 13 de septiembre de 2013 en Wayback Machine. en el Monte Minobu (donde Nichiren se autorecluyó sus últimos ocho años de vida y donde pidió que fuera su tumba), y Seicho-ji (donde Nichiren se ordenó como sacerdote y en el cual declaró formalmente el establecimiento de su escuela). 
Sus templos conservan muchos de los más importantes elementos personales y escritos de Nichiren (que son considerados tesoros nacionales en Japón). Siendo que la enérgica propagación de Soka Gakkai (SGI) le permitió a esta organización ser el mayor grupo budista en Norteamérica, Nichiren Shu ha comenzado a ordenar ministros no japoneses y a expandir su presencia en occidente, incluyendo América del Sur, con un templo en Brasil e incipientes Sanghas (comunidades de practicantes) en Argentina, Perú y Uruguay.